# Добровольский, Фёдор Григорьевич
Фёдор Григорьевич Добровольский (8 июня 1898, Смоленск — 19 января 1982, Ленинград) — генерал-майор ВС СССР, первый начальник Ленинградского суворовского военного училища (занимал эту должность в 1955—1956 годах), начальник Ленинградского дважды Краснознамённого военного училища имени С.М.Кирова в 1953—1955 годах и Новосибирского пехотного училища в 1941—1943 годах.

## Биография
Родился 8 июня 1898 года в Смоленске. Русский. Добровольцем вступил в ряды РККА в 1919 году, в 1920 году окончил кавалерийские курсы; участник Гражданской войны. Член ВКП(б) с 1932 года. Занимал посты командира взвода, эскадрона, начальника полковой школы, помощника начальника штаба полка, начальника штаба полка, заместителя начальника штаба дивизии. В 1940—1941 годах — заместитель начальника Черкасского пехотного училища.
С марта 1941 года — начальник Новосибирского пехотного училища. С мая 1943 года в действующей армии, командир 118-й Мелитопольской стрелковой дивизии с 19 мая 1943 по 10 мая 1944 года. Участник сражений на Южном и 4-м Украинском фронтах.
Участвовал в наступательных боях на реке Миус, преодолевал линию обороны противника на реке Крынка и захватывал железнодорожную станцию Сухая Крынка; севернее Кумшатской с дивизий отразил атаку 15 танков противника. Дивизией в ходе этих боёв было уничтожено 3873 солдата, семь 75-мм орудий и 2 автомашины, в качестве трофеев взяты 20 автоматов, 8 ручных пулемётов, 52 велосипеда и 4000 снарядов. Также командовал дивизией в боях по ликвидации Никопольского плацдарма, в ходе преследования противника до Днепра захватила в плен более 50 солдат и офицеров противника, а также заняла плацдарм на правом берегу Днепра в районе Золотой Балки.
В июне 1944 года после контузии, будучи в звании полковника, снова назначен начальником Новосибирского пехотного училища, проработал на посту до 1945 года. В 1950 году назначен начальником Сызранского пехотного училища. С 27 апреля 1953 года — начальник Ленинградского дважды Краснознамённого военного училища имени С.М.Кирова, а с 1 августа 1955 года — Ленинградского суворовского офицерского училища имени С.М.Кирова.
В запасе с 1956 года. Скончался 19 января 1982 года, похоронен в Ленинграде на Большеохтинском кладбище.

## Награды
- орден Ленина (21 февраля 1945) — за долголетнюю и безупречную службу в Красной Армии[7]
- орден Красной Звезды (16 августа 1936)[8]
- орден Красного Знамени (трижды)[2], в том числе
  - представлен 18 сентября 1943[6]
  - 3 ноября 1944 — за долголетнюю и безупречную службу в Красной Армии[9]
  - 20 июня 1949 — за долголетнюю и безупречную службу в Красной Армии[10]
- орден Отечественной войны I степени (дважды)[2]
  - 15 февраля 1944 — за образцовое выполнение боевых заданий Командования на фронте борьбы с немецкими захватчиками и проявленные при этом доблесть и мужество[4]
  - 1944 (представлен 7 мая 1944 года)[3]
- медали[1], в том числе
  - медаль «XX лет Рабоче-Крестьянской Красной Армии» (1938)[4]
  - медаль «За победу над Германией в Великой Отечественной войне 1941—1945 гг.»